# Adobe Photoshop
Adobe Photoshop je bitmapový grafický editor pro tvorbu a úpravy bitmapové grafiky (např. fotografií) vytvořený firmou Adobe Systems.

## Historie
První verze (1.0) vyšla v únoru roku 1990 pro Mac OS pod záštitou firmy Adobe Systems. Původně je Photoshop dílem bratrů Thomase a Johna Knolla, kteří na vývoji začali pracovat již v roce 1987. Jedním z nejvýznamnějších bodů byl vznik verze pro operační systém Microsoft Windows v roce 1996 (verze 4.0). Označení Creative Suite používané u nových verzí vyjadřuje fakt, že je Photoshop integrován se skupinou dalších grafických programů firmy Adobe (Adobe's Creative Suite), kam patří mimo jiné Adobe Illustrator či Adobe InDesign. Označení Creative Cloud, použité u verzí 14 až 20, vyjadřovalo, že je Photoshop daleko více integrován cloudově.

## Formáty souborů
Formát Photoshop (s příponou .PSD) je výchozím formátem souboru a kromě formátu velkého dokumentu (s příponou .PSB) je to také jediný formát, který podporuje všechny možnosti aplikace. Je podporován nejen samotným Photoshopem, ale i řadou dalších Adobe produktů, jako jsou například Adobe Illustrator, Adobe InDesign, Adobe Premiere, Adobe After Effects a Adobe GoLive. 
Soubory PSD mohou obsahovat vrstvy obrazu, vrstvy úprav, masky vrstev, anotace, informace o souborech, klíčová slova a další specifické prvky. Mají maximální rozměry 30 000 pixelů a limit délky dva gigabajty. U souborů PSB jsou maximální rozměry mnohonásobně větší, pro výšku a šířku je limitem 300 000 pixelů, limit délky může být až 4 exabajty. Jako soubory PSD, či PSB lze ukládat obrázky se 16 bity na kanál anebo obrázky s vysoce dynamickým rozsahem (HDR) a 32 bity na kanál.
Data uložená v souboru PSD jsou rozdělena do pěti hlavních částí. Těmito hlavními pěti částmi jsou:
- Záhlaví souboru
- Data barevného režimu
- Zdroje obrázků
- Informace o vrstvě a masce
- Obrazová data

Každá z nich má své vlastní délkové značky, které slouží k jejímu řazení. Řazeny jsou způsobem big-endian. To znamená, že se při zápisu, nebo čtení dat, prohodí krátká a dlouhá celá čísla od těch nejdelších až po ty nejkratší.

### Vydané verze
| Verze        | Datum vydání  |
| ------------ | ------------- |
| 1.0          | únor 1990     |
| 2.0          | červen 1991   |
| 2.5          | listopad 1992 |
| 3.0          | září 1994     |
| 4.0          | listopad 1996 |
| 5.0          | květen 1998   |
| 5.5          | únor 1999     |
| 6.0          | září 2000     |
| 7.0          | březen 2002   |
| 8.0 (CS1)    | říjen 2003    |
| 9.0 (CS2)    | duben 2005    |
| 10.0 (CS3)   | duben 2007    |
| 11.0 (CS4)   | září 2008     |
| 12.0 (CS5)   | duben 2010    |
| 12.5 (CS5.5) | květen 2011   |
| 13.0 (CS6)   | březen 2012   |
| 14.0 (CC)    | červenec 2013 |

Další verze Photoshopu jsou vydávány i dále zpravidla jednou ročně.

### Photoshop family
Jako Photoshop family se označuje „rodina“ následujících produktů Adobe Systems:
- Photoshop CS6
- Photoshop CC
- Photoshop Elements 11.0 pro Macintosh
- Photoshop Elements 11.0 pro Windows
- Photoshop Elements 11.0 & Adobe Premiere Elements 11.0
- Photoshop Lightroom 5
- Photoshop Touch

## Photoshop jako sloveso
V anglickém jazyce se stále běžněji vyskytuje slovo photoshop a photoshopping ve významu digitálně upravovat (zejména retušovat) obrázky a fotografie v digitální formě (ať už v Adobe Photoshop nebo jiném programu). Přispívá k tomu fakt, že Adobe Photoshop je pro úpravu obrázků a fotografií jeden z nejznámějších programů a de facto profesionální standard. Nicméně, firma Adobe vystupuje proti takovéto konotaci.

## CS3
Nová verze Photoshopu přináší inovované uživatelské rozhraní, obsahující možnost ukotvení palet, vylepšený systém práce s formátem RAW, lepší nastavení tisku, upravenou podporu PDF a práci v Adobe Bridge.
Další velice významnou novinkou jsou takzvané „Smart filters“, umožňující nedestruktivní použití filtrů na vrstvu a možnost jejich pozdějších úprav.

## CS5
Zásadní novinkou ve verzi CS5 je Content-Aware Fill umožňující snadné retušování a mazání objektů z obrázku – Photoshop sám pozná, jak vymazanou část obrázku "zamaskovat" a nahradí ji obsahem, který odpovídá zbytku fotografie, či obrázku. To značně urychluje, zjednodušuje a automatizuje mnoho úprav, které se v dřívější době musely provádět ručně. Výrazně byla vylepšena také rychlost programu, který nově využívá i obrovský výkonový potenciál počítačových grafických karet. Ten dokáže využívat díky systému CUDA jako výpočetní sílu, i pro náročnější grafické úpravy, které vyžadují práci s obrázky v reálném čase. Další nástroje a funkce byly přidány i na žádost komunity.

## CS6
Photoshop prošel ve verzi CS6 radikální designovou proměnou. Na první pohled zaujme nový tmavý skin, který je nastaven jako výchozí, ale i ostatní prvky uživatelského rozhraní byly přepracovány, aby odpovídaly moderním standardům i specifickým nárokům profesionálních uživatelů, kteří volali po více perzistentním a přehledném ovládání.
Nejvíce změn ale opět proběhlo pod povrchem a Photoshop CS6 je oproti předchozím verzím opravdu bleskurychlý, zejména díky vylepšení Mercury Enginu, který používá k manipulaci s fotografiemi výkon a schopnosti grafické karty.
Z nástrojů se největšího rozšíření a zdokonalení dočkaly Content-Aware funkce a nově byl přidán Content-Aware Patch a Content-Aware Move. Prvně jmenovaný nástroj, Patch, funguje podobně jako Content-Aware Fill z verze CS5, ale dovoluje uživatelům v reálném čase vybírat, z které části obrázku má být nová výplň prázdného místa generována, což umožňuje vyšší uživatelskou kontrolu kvality výsledku bez negativního vlivu na rychlost provedení úpravy.
Content-Aware Move pak představuje nejpokročilejší nástroj, který vybranou část obrázku nevymaže, ale pouze přesune na do jiné části obrázku. Prázdné místo nahradí jako v Content-Aware Patch nástroji a přesunutý objekt zakomponuje do jeho nového pozadí. Žádný z těchto nástrojů nezaručuje 100% kvalitu úprav na všech fotografiích, ale v mnoha případech kvalita provedených změn odpovídá mnohonásobně časově náročné manuální úpravě. Content-Aware funkce navíc může s uspokojivými výsledky používat i uživatel, který zatím Photoshop dokonale neovládá.

## CC

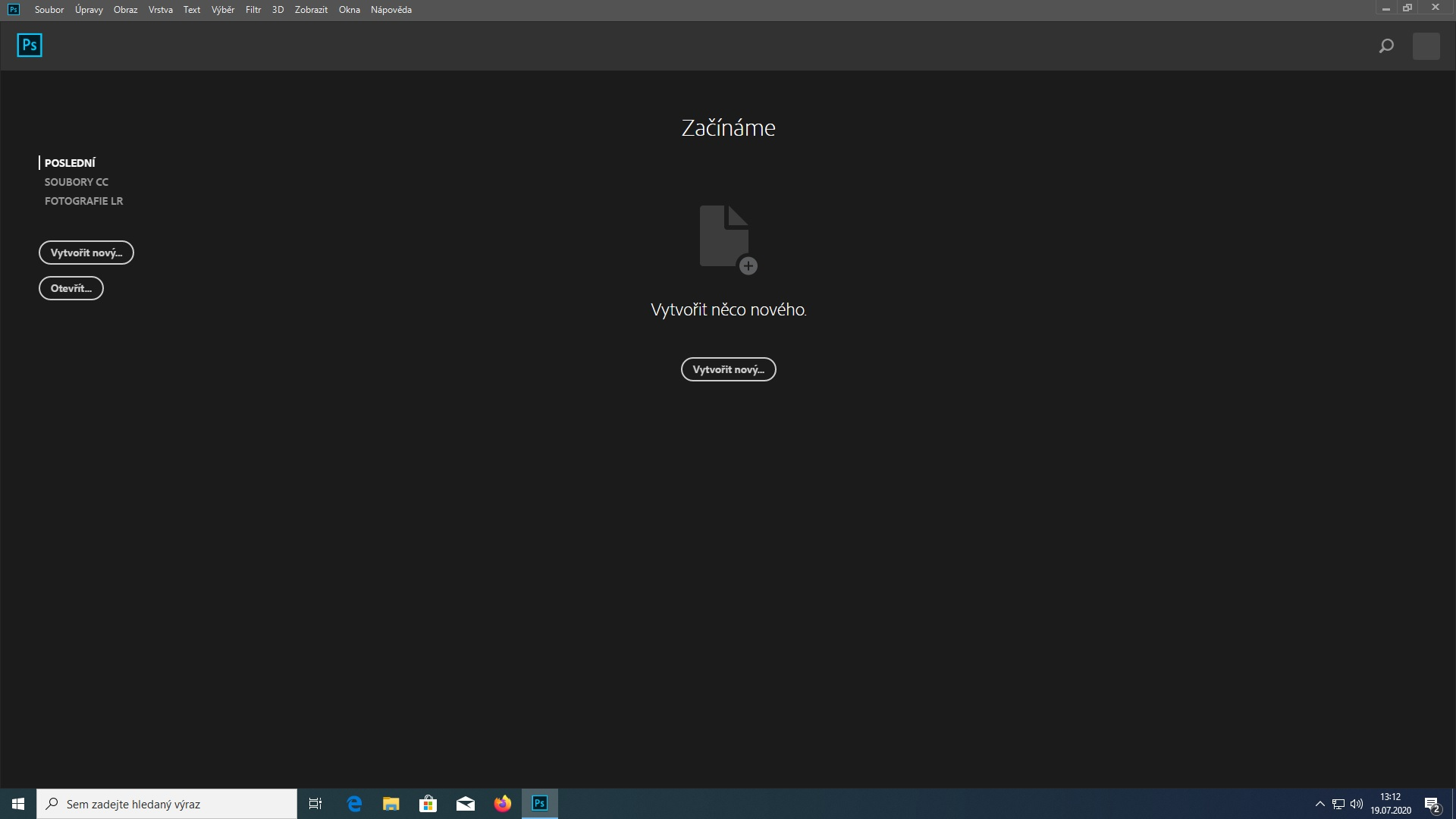
Hlavní strana Photoshopu CC 2018

Pod zkratkou CC se skrývá spojení Creative Cloud, což je nový business model Adobe, jenž hodlá nahradit Creative Suite a jenž byl představen v květnu 2012. V tomto modelu je k softwaru přistupováno ne jako k produktu, ale jako ke službě, a jako takový má též zcela nový způsob financování – uživatelé nově neplatí za software, ale za možnost v něm pracovat. Za pravidelnou měsíční platbu přibližně 50 amerických dolarů jim je poskytnut přístup ke všem funkcím programu včetně prostoru v cloudu o velikosti 2 GB (s možností připlatit si dalších 20 GB). Pokud přestanou platit, přijdou okamžitě o přístup k softwaru a veškerou svou práci uloženou v proprietárním souborovém formátu, který není zpětně kompatibilní s verzí z Creative Suite. Navíc jim bude zablokován přístup k jejich cloudu. Tato velmi významná změna cenové politiky Adobe byla sice kladně přijata akcionáři společnosti, Adobe samotná ji prezentuje jako optimistickou revoluční změnu, ale mezi dlouhodobými uživateli to vyvolalo negativní reakce, včetně protestů a petic proti této změně, kterou podepsaly desítky tisíc lidí. Viceprezident Adobe Creative Solutions řekl, že sice chápe uživatele, že je to velká změna, ale Adobe je natolik zaměřeno na principy Creative Cloud, že všechny inovace zaměří a aplikuje na tento model.

## Křivky
Křivky jsou esenciálním nástrojem pro úpravu obrazu. Jeho tonalita je zpočátku znázorněna jako přímá diagonální čára v diagramu. Při úpravě obrazu RGB představuje pravá horní oblast diagramu světla, střední část křivky střední tóny a levá dolní oblast stíny. Vodorovná osa diagramu představuje vstupní úrovně (původní hodnoty obrazu) a svislá osa představuje výstupní úrovně (nové upravené hodnoty). Při přidávání řídicích bodů k čáře a jejich přesunování se tvar křivky mění podle úprav obrazu. Strmější části křivky představují oblasti obrazu s vysokým kontrastem, plošší části křivky představují méně kontrastní oblasti.

## Content-Aware Fill
Od vydání Photoshop CS5 z roku 2010 mají uživatelé Adobe Photoshop k dispozici nástroj Výplň podle obsahu / Content-Aware Fill.  Jeho hlavní funkcí je rychlé a jednoduché odstranění nepotřebných prvků z obrázku a doplnění chybějících. Technologie spočívala v tom, že Photoshop analyzoval pixely kolem vybrané části obrázku a automaticky tuto část vyplňoval bez možnosti jakýchkoli nastavení úpravy. Možnosti nástroje byly omezené, nedalo se odhadnout, jak dopadne výsledek a občas bylo potřeba upravenou část doladit ručně pomoci dalších nástrojů.
Ale od vydání verze Photoshop CC 2019 se nástroj Výplň podle obsahu / Content-Aware Fill mnohem zlepšil a uživatel teď má pod kontrolou nekterá nastavení, např. z jakých pixelů vzorkovat vybranou část a které použít algoritmus.
Pro využití funkce Výplň podle obsahu je potřeba vybrat část objektu, kterou pak chcete upravovat. Výběr objektu provádíme pomoci nástroje Laso, Mnohoúhelníkové či Magnetické laso, Obdélníkový či Eliptický výběr, Vybrat objekt, Rychlý výběr objektu nebo Kouzelná hůlka.   Pak v horním menu v sekci Upravit najdeme nastroj Výplň podle obsahu a objeví se Pracovní plocha toho nástroje.
Pro upřesnění hranic výběru jsou k dispozici 3 nástroje — Laso, Mnohoúhelníkové Laso a Štětec vzorkování. Když je potřeba odebrat část výběru, je nutno stisknout a držet klávesu Alt (Windows) nebo Option (Mac OS) a jedním z nástrojů provádět úpravu.   
V pravém menu jsou k dispozici nastavení nástroje: 

### Překrytí oblasti vzorkování (Sampling Area Overlay)
Je to funkce která umožní lepší přehled vybrané oblasti. Tlačítkem Znázorňuje / Indicates se dá překliknout mezi vybranou a vyloučenou oblasti. Lze nastavit průhlednost, vybrat barvu a případně i vypnout překrytí. Veškeré nastavení z této sekci neovlivní finální výsledek úpravy.

### Volby oblasti vzorkování (Sampling Area Options)
Určuje oblast vzorkování, která bude zdrojem pro nahrazování vybrané části.
Automaticky
Photoshop automaticky vybere vhodnou oblast, která je nejvíc podobná vybrané části. Zdroj pro nahrazování se vybírá po celém obrázku.
Obdélníková 
Photoshop za oblast vzorkování vybere ohraničenou obdélníkovou oblast kolem výběru.
Vlastní
Tato volba umožní ručně naznačit oblast, kterou bude nahrazena vybraná část obrázku. Je potřeba zvolit vlastní oblasti vzorkování v panelu nastavení nástroje, pak pomoci štětce vzorkování označit oblasti vzorkování.
Vzorkovat všechny vrstvy Nástroj Výplň podle obsahu umožní vybírat oblast vzorkování ze všech viditelných vrstev.

##### Nastavení výplně (Fill Settings)
Přizpůsobení barev
 Tato funkce umožní lepší přizpůsobení barev, když máte velmi výrazné a odlišné barvy, je dobře si nastavit přizpůsobení barev na vysoké či velmi vysoké, ale výchozí nastavení taky dokáže přizpůsobit kontrast a jas původnímu obrázku velmi dobře.
Přizpůsobení natočení
Pro výplň oblasti otočenými nebo zakřivenými vzory je vhodné nastavit přizpůsobení natočení na vysoké či plné.
Když chcete upravit část symetrického objektu, je vhodné si zapnout v sekci nastavení výplně funkci Zrcadlení. Photoshop tak vybere za zdroj pro výplň obrácenou část objektu a odrazí ji.

##### Nastavení výstupu (Output Settings)
Poslední řádek nastavení lze určit, do které vrstvy se bude ukládat výsledek úpravy. Výsledek lze aplikovat na aktuální vrstvu, vytvořit novou, kam bude uložena pouze upravená část nebo můžete taky aktuální vrstvu duplikovat.

## Výstupní souborové formáty programu
- PSD (Photoshop document) – formát ukládající jednotlivé masky, vrstvy, prolnutí, kanály, cesty atd.
- PSB (Photoshop large document format) – formát určený pro velkoformátové dokumenty – až 300 000 pixelů v kterémkoli rozměru a umožňuje ukládat soubory větší než 2 GB (musí být povolen v nastavení); uveden v Photoshop CS